# Vishwa Mohan Bhatt

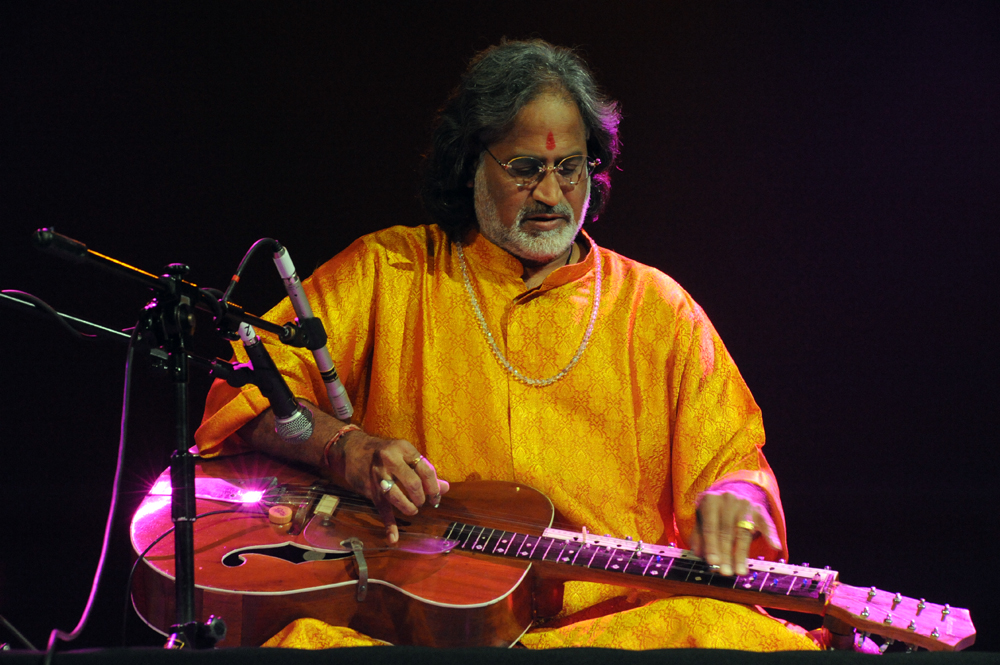
Vishwa Mohan Bhatt, 2009

Vishwa Mohan Bhatt (* 1952 in Jaipur, Rajasthan) ist ein indischer Gitarrist und Interpret der nordindischen klassischen Musik.

## Leben
Bhatt stammt aus einer Musikerfamilie und war ein Schüler von Ravi Shankar. Seit 1970 trat er in Indien auf. Außerdem begleitete er seinen Lehrer Ravi Shankar auf Tourneen. Seit den 1990er Jahren trat er als Solist in den USA auf, gemeinsam mit dem Tablaspieler Sukhvinder Singh Namdhari. Neben klassischer indischer Musik spielt Bhatt auch in Fusion-Projekten mit westlichen Musikern. 1994 gewann er zusammen mit Ry Cooder den Grammy Award für ihre gemeinsame CD A Meeting by the River als bestes Weltmusikalbum. Weitere Musiker, mit denen er zusammen auftrat, waren Taj Mahal, Béla Fleck and Jerry Douglas. Vom indischen Staat erhielt er 2002 die Auszeichnung Padma Shri.

## Instrument
Sein Instrument ist eine modifizierte Slide-Gitarre, die er mohan vina nennt, nach der indischen Saiteninstrumentengruppe vina. Sie besitzt drei Melodie- und vier Bordunsaiten sowie zwölf Resonanzsaiten, die über einen eigenen Steg laufen. Der Aufbau erinnert an eine sitar. Bhatt spielt das Instrument mit einem Drahtplektrum (mizrab) wie der Sitarspieler und benutzt einen Steel Bar, wie er ebenfalls bei der südindischen gottuvadyam und der nordindischen vichitra vina verwendet wird. Dadurch kann er die in der indischen Musik wichtigen Glissandi und Zwischentöne erzeugen.

## Diskografie (Auswahl)
- 1992: Guitar A La Hindustan
- 1992: Saradamani
- 1993: Gathering Rain Clouds
- 1993: A Meeting by the River
- 1995: Bourbon & Rosewater
- 1995: Mumtaz Mahal
- 1996: Saltanah
- 1996: Tabula Rasā
- 1996: Sounds of Strings
- 2008: Mohan's Veena
- 2010: Desert Slide
- 2010: Mohan's Veena II
- 2011: Groove Caravan